# Воєводське (селище, Кочкуровський район)
Воєво́дське (рос. Воеводское, ерз. Воеводской) — селище у складі Кочкуровського району Мордовії, Росія. Входить до складу Семілейського сільського поселення.

## Населення
Населення — 434 особи (2010; 429 у 2002).
Національний склад (станом на 2002 рік):
- ерзяни — 77 %